# Жаркен
Жарке́н (каз. Жаркен) — село у складі Тимірязєвського району Північноказахстанської області Казахстану. Входить до складу Дмитрієвського сільського округу.
Населення — 248 осіб (2021; 526 у 2009, 616 у 1999, 539 у 1989).
Національний склад станом на 1989 рік:
- казахи — 100 %.